# Tapinoma orthocephalum
Tapinoma orthocephalum este o specie de furnică din genul Tapinoma Descrisă de Stitz în 1934, specia este endemică în Mongolia.